# Chéméré
Chéméré korábbi község Franciaországban, Loire-Atlantique megyében. 2016. január 1-jén Arthon-en-Retz községgel egyesült és Chaumes-en-Retz új község része lett.
Lakosainak száma 2614 fő (2018. január 1.). Chéméré Vue, Chaumes-en-Retz, Rouans és Saint-Hilaire-de-Chaléons községekkel határos.

## Népesség
A település népességének változása:
| Lakosok száma | 1250 | 1240 | 1377 | 1447 | 1583 | 2134 | 2348 | 2472 | 2589 | 2614 |
|               | 1962 | 1968 | 1982 | 1990 | 1999 | 2008 | 2011 | 2013 | 2017 | 2018 |